# 2010년 뉴욕 영화 비평가 협회상
제76회 뉴욕 영화 비평가 협회상은 2010년 12월 13일에 열린 시상식이다.

## 수상 및 후보

### 작품상
- 소셜 네트워크

### 감독상
- 소셜 네트워크 - 데이빗 핀처 수상

### 각본상
- 에브리바디 올라잇 - 리사 촐로덴코 외 1명 수상

### 여우주연상
- 에브리바디 올라잇 - 아네트 베닝 수상

### 남우주연상
- 킹스 스피치 - 콜린 퍼스 수상

### 여우조연상
- 파이터 - 멜리사 레오 수상

### 남우조연상
- 에브리바디 올라잇 - 마크 러팔로 수상

### 촬영상
- 블랙 스완 - 매튜 리바티크 수상

### 애니메이션상
- 일루셔니스트

### 다큐멘터리상
- 인사이드 잡

### 외국영화상
- 카를로스

### 신인감독상
- 애니멀 킹덤 - 데이비드 미쇼 수상

### 특별상
- Jeff Hill 수상